# Letopisy Narnie: Lev, čarodějnice a skříň
Letopisy Narnie: Lev, čarodějnice a skříň je epický dobrodružný fantasy film z roku 2005. Jde o první natočený díl filmové série Letopisy Narnie, jejíž předlohou je sedm knih od C. S. Lewise. Kniha Lev, čarodějnice a skříň je mezi nimi první dle data vydání a druhá podle pořadí popisovaných událostí.
Film byl distribuován Walt Disney Pictures; vznikl koprodukcí této společnosti s Walden Media.

## Příběh
Film popisuje dobrodružství čtyř sourozenců Pevensieových, kteří z bombardovaného Londýna za druhé světové války odjeli bydlet na venkovský dům profesora Kirka. Starší z nich se jmenují Petr a Zuzana, mladší Edmund a Lucka.
Když si hrají v domě na schovávanou, Lucka vleze do skříně a náhle se ocitne v lese. Setká se s faunem Tumnusem. Ten jí prozradí, že je v zemi jménem Narnie, kde vládne zlá Bílá čarodějnice. Lucka s ním stráví mnoho hodin, ale po návratu zjistí, že v jejich světě neuplynula ani minuta. Nikdo kromě profesora Kirka Lucce tuto příhodu nevěří a při průzkumu skříně žádnou zemi neobjeví.
Později se skříní do Narnie dostane Lucka s Edmundem. Zatímco Lucka je u Tumnuse, Edmunda potká Bílá čarodějnice a ta mu s předstíranou vlídností slíbí, že jej učiní králem nad jeho sourozenci, pokud všechny přivede do jejího hradu. Edmund je z důvodů častých konfliktů zahořklý vůči sourozencům a po návratu škodolibě lže, že si Lucka vše vymyslela.
Později se ve skříni chtějí schovat všechny čtyři děti a ocitnou se v Narnii. Zde zjistí, že Tumnus byl odveden policií za „bratříčkování se s lidmi“ (tj. s Luckou). Děti se nemohou shodnout, zda a jak se mají snažit mu pomoci, což může být nebezpečné. Zatímco o tom rozmlouvají s mluvícími bobry, Edmund se nenápadně vzdálí a jde k čarodějnici. Ta s ním však zachází krutě a pospíchá děti zabít.
Bobrovi dětem sdělí, že jejich příchod je naplněním proroctví, že zlo bude poraženo, až čtyři děti usednou na trůn. Také se dozvědí, že do Narnie přišel její pravý král Aslan a čeká na ně u kamenného stolu, a že jen Aslan může nyní Edmundovi pomoci. To děti přesvědčí, aby tam šly, ačkoli nemají v úmyslu naplnit proroctví a bojovat za svobodu Narnie. Cestou je však pronásleduje Bílá čarodějnice a její mluvící vlci.
Nakonec dorazí do tábora, kde na ně čeká laskavý mluvící lev Aslan. Petra pasuje na rytíře za bitvu s vlkem Maugrimem a vyšle výpravu, která Edmunda vysvobodí. Aslan mu domluví a odpustí mu.
Čarodějnice podle odvěkých zákonů Narnie požaduje Edmundovu popravu za to, že zradil své sourozence. Aslan se s ní však dohodne, že se nechá zabít místo Edmunda. Tajně opustí tábor, doprovázen Zuzanou a Luckou. Ty pak přihlíží, jak jej Čarodějnice s hordou oblud sváže, oholí a po mnoha posměšcích zabije. Potom se vydá dobýt Narnii.
Zatímco dívky naříkají, Aslan vstane z mrtvých, protože podle ještě starších zákonů Narnie smrt nemá moc nad tím, kdo se nechá zabít dobrovolně místo zrádce. Potom všichni tři spěchají do hradu Jadis oživit ty, které proměnila v led za věrnost Aslanovi.
Mezitím Petr s Edmundem zjistí, že Aslan odešel, a váhavě se rozhodnou postavit se do čela armády Aslanových věrných. Dojde k velké bitvě mezi nimi a armádou čarodějnice; zlá strana je však v početní převaze a vítězí. Edmund hrdinně zničí čarodějnici hůlku, kterou proměňuje své nepřátele v led; přitom je však zraněn. Petr se mu vrhne na pomoc, ale čarodějnice má v boji navrch. V okamžiku, kdy se chystá povaleného Petra zabít, se objeví Aslan oživenými tvory a zabije ji. Tím je bitva rozhodnuta a v Narnii zavládne mír.
Aslan korunuje sourozence za krále a královny Narnie a potom nenápadně odejde. Sourozenci vládnou Narnii mnoho let a dospějí. Jednou přijdou na planinu, kudy se do Narnie dostali. Chtějí to místo prozkoumat a přitom projdou skříní zpět do Anglie a stanou se z nich opět děti. Profesor Kirk jim všechno věří.

## Obsazení

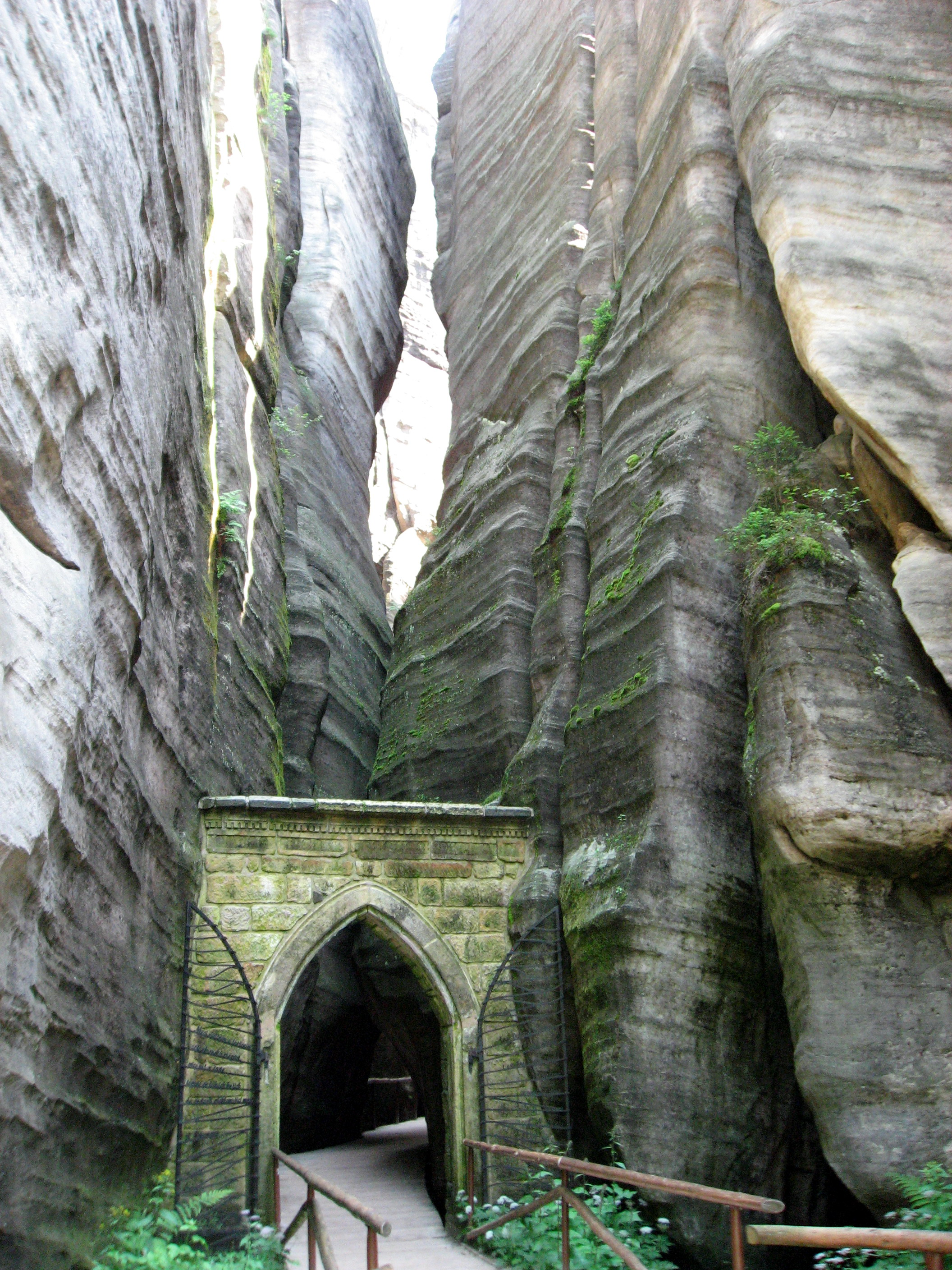
Branka v Adršpašských skalách, která se mihne ve filmu

- William Moseley jako Petr Pevensie, nejstarší ze čtyř sourozenců. Pro svůj věk vystupuje jako vůdce a ochránce ostatních.
- Anna Popplewell jako Zuzana Pevensieová, druhá nejstarší ze sourozenců. Nabádá k opatrnosti a zdráhá se zapojit do bitvy o Narnii.
- Skandar Keynes jako Edmund Pevensie, který své sourozence zradí Bílé čarodějnici a Aslan se pak místo něho nechá zabít
- Georgie Henley jako Lucka Pevensieová, nejmladší ze sourozenců, která Narnii objeví jako první.
- Tilda Swinton jako Bílá čarodějnice Jadis, hlavní záporná postava filmu, která uchvátila vládu nad Narnií, seslala na ni stoletou zimu a snaží se zabít děti, aby nenaplnily proroctví.
- Liam Neeson jako hlas Aslana, velkého lva, který Narnii stvořil a který pomáhá dobru zvítězit nad zlem.
- James McAvoy jako pan Tumnus, faun, který se spřátelí s Lucinkou
- Ray Winstone jako hlas pana Bobra, který děti vede k Aslanovi
- Dawn French jako hlas paní Bobrové, jeho manželky
- Kiran Shah jako Ginarrbrik, trpaslík sloužící Bílé čarodějnici
- Jim Broadbent jako profesor Digory Kirke, starý učený muž, který nechá děti bydlet u sebe během bombardování Londýna
- Elizabeth Hawthorne jako paní Macreadová, Kirkeho přísná paní domácí
- James Cosmo jako Vánoční otec (Father Christmas). Dá dary Petrovi, Zuzaně a Lucince
- Michael Madsen jako hlas Maugrima, mluvícího vlka, který je kapitánem tajné policie Bílé čarodějnice
- Patrick Kake jako Oreius, kentaur, který je po Aslanovi nejvyšším velitelem jeho armády
- Shane Rangi jako generál Otmin, minotaurus, který je po Jadis nejvyšším velitelem její armády

## Natáčení
Část záběrů byla pořízena v České republice, konkrétně jsou zde záběry z Adršpašských skal.